# Zu den Heiligen Drei Königen (Abersfeld)

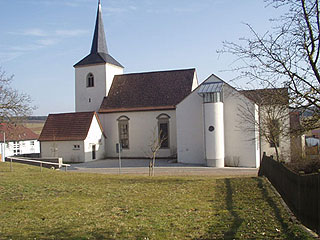
Zu den Heiligen Drei Königen (Abersfeld)

Zu den Heiligen Drei Königen ist eine römisch-katholische Filialkirche der Marktsteinacher Pfarrei St. Bartholomäus. Sie steht in Abersfeld, einem Gemeindeteil von Schonungen im Landkreis Schweinfurt in Unterfranken. Das denkmalgeschützte Bauwerk stammt aus dem 17. Jahrhundert. Die Kirche gehört zur Pfarreiengemeinschaft Maria Königin vom Kolben (Marktsteinach) im Dekanat Schweinfurt-Nord des Bistums Würzburg.

## Beschreibung
Der Chorturm der Saalkirche wurde 1613/14 erbaut, er ist im Kern jedoch älter. Das Langhaus wurde 1688 an ihn angefügt. 1969/71 wurde das Langhaus mit einem Querschiff erweitert. Der mit einer bemalten Flachdecke überspannte Innenraum wurde dabei umgestaltet. Die Kirchenausstattung stammt aus der Zeit 1760–1770.